# Parque Asturias
Il Parque Asturias era un complesso sportivo di Città del Messico. Inaugurato nel 1936, ospitava le partite interne del Asturias e dell'Atlanta, oltre ad altre manifestazioni sportive e feste popolari.

## Storia
Il campo di calcio fu inaugurato il 1º marzo 1936 con la partita amichevole tra i locali dell'Asturias e la squadra brasiliana del Botafogo, risultato 4 a 2 per i padroni di casa.
Questo complesso sportivo era molto rinomato nella capitale messicana, durante la decade 36-46 in quanto contava, oltre allo stadio di calcio, numerosi altri impianti sportivi, tre ristoranti, sale da ballo e cinema e un ampio spazio verde adibito a parco. Si celebravano inoltre, importanti feste popolari.
In questo stadio si giocavano le partite delle finali di coppa e supercoppa del Messico. Il 12 settembre 1937 la nazionale messicana vi giocò l'incontro di calcio contro gli Stati Uniti vinto per 7 a 2 dai messicani.
Il 29 marzo del 1939 durante l'incontro di calcio Asturias-Necaxa alcune gradinate di legno furono date alle fiamme da alcuni tifosi, L'incendio si propagò a tutto lo stadio costruito interamente in legno, che fu ridotto in cenere. La ricostruzione dello stadio era costituita da materiale meno infiammabile e ha raggiunto una capacità di 30.000 posti a sedere.
Nella stagione 1946-47 lo stadio fu rimpiazzato dal nuovo Estadio de la Ciudad de los Deportes e con la costruzione di un altro stadio in Città del Messico: l'Estadio Universitario il Parque Asturias fu demolito nei primi anni 50'. Attualmente lo spazio del vecchio Parque Asturias è occupato da un centro commerciale.

## Struttura
Il campo di calcio poteva contenere 25.000 spettatori dei quali 18.000 a sedere. Il terreno di gioco era in erba. 
Gli spalti erano completamente strutturati in legno.
L'impianto sportivo oltre allo stadio era composto da altri due campi di calcio, sei di pallavolo (tre in legno e tre in asfalto), tre di pallamano, tre di pallacanestro, dodici di tennis (dieci d'argilla e due sintetici), tre palestre, quattro spazi per lo squash, una piscina olimpica e inoltre da tre ristoranti, sale per il cinema, un bowling e l'ampio spazio verde del parco.